# Place Pierre-Kauffmann
La place Pierre-Kauffmann est une voie située dans le quartier Saint-Gervais du 4e arrondissement de Paris.

## Situation et accès

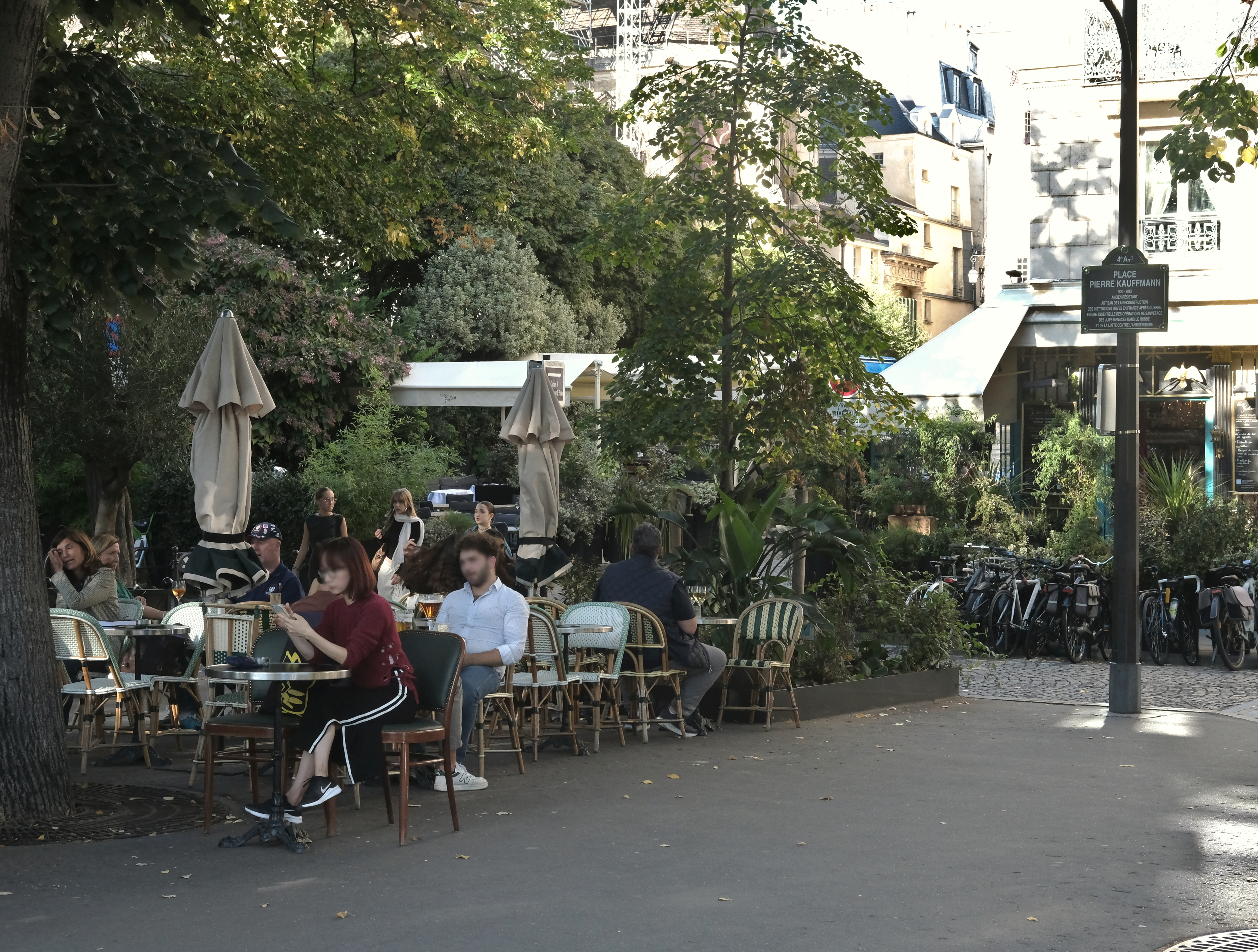
Place Pierre-Kauffmann.

Cette place, très petite, est délimitée au nord par la rue de l'Hôtel-de-Ville, à l'est la rue du Pont-Louis-Philippe, au sud par le quai de l'Hôtel-de-Ville et à l'ouest par les bâtiments sis le long du dit quai. Elle est bordée de plusieurs cafés restaurants.

## Origine du nom
Cette place porte le nom du résistant français Pierre Kauffmann (1920-2013).

## Historique
La place est inaugurée le 16 octobre 2019.